# Bosnia ed Erzegovina
La Bosnia ed Erzegovina, comunemente indicata anche come Bosnia-Erzegovina e a volte chiamata con la sineddoche Bosnia (in bosniaco, serbo e croato Bosna i Hercegovina; in caratteri cirillici Босна и Херцеговина?), è uno Stato dell'Europa situato nei Balcani occidentali.
Confina con la Serbia a est, il Montenegro a sud-est e con la Croazia a nord e ovest. La città di Neum, situata a sud-ovest, si affaccia sul mare Adriatico ed è l'unico sbocco sul mare. La sua superficie territoriale è di 51209 km² e la sua capitale è Sarajevo. Fino all'aprile del 1992 faceva parte della Jugoslavia. Dal 1995 è una repubblica parlamentare federale.
Il nome Bosnia deriva dal nome del fiume Bosna; mentre il nome di Erzegovina deriva dal titolo di «herceg» (herzeg, dal tedesco: Herzog, duca), e il nome della regione significa letteralmente «la terra di herzeg» (Hercegova zemlja, Hercegovina; nome della regione che si riscontra per la prima volta nei documenti storici del 1448).

## Storia

### Dagli Illiri all'epoca medievale
I primi insediamenti umani sono riconducibili al Neolitico. Non sono molte le notizie sulle popolazioni che abitavano la Bosnia in quell'epoca, ma sembra che vi fosse la compresenza di varie popolazioni che parlavano differenti lingue. Certamente vi erano gli Illiri e vi sono tracce di una migrazione celtica nel IV secolo a.C. Nel 229 a.C. iniziò un lungo conflitto tra Illiri e Romani, descritto nelle cronache dell'epoca come uno dei più difficili e impegnativi dopo le Guerre puniche, che portò all'annessione dell'Illiria nel 9 d.C.
Tra il 337 e il 395 d.C., durante la disgregazione dell'Impero romano, la Dalmazia e la Pannonia divennero parte dell'Impero romano d'Occidente, durante il periodo giustinianeo divenne parte dell'Impero bizantino, per poi essere parzialmente conquistata dagli Avari. Le conoscenze della storia dei Balcani occidentali durante il Medioevo sono frammentarie, comunque dopo l'arrivo degli Slavi a partire dal VII secolo si instaurò una struttura sociale tribale che venne parzialmente smantellata intorno al IX secolo.
Il principato di Serbia e il regno di Croazia si divisero il controllo della Bosnia ed Erzegovina nel IX e nel X secolo che in quell'epoca aveva i confini differenti; per una serie di circostanze il territorio venne poi conteso tra il Regno di Ungheria e l'Impero bizantino fino al XII secolo, quando raggiunse l'autonomia, persa completamente in seguito alle continue invasioni turche nella prima metà del Quattrocento, tramutatesi nel 1463 in una plurisecolare occupazione, durata fino al 1881.

### Il Regno di Bosnia e il Ducato dell'Erzegovina

Massima estensione raggiunta dal Regno di Bosnia (1391)

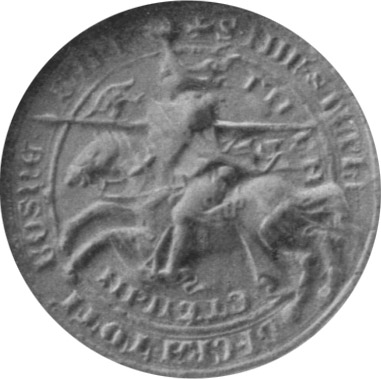
Sigillo del re Tvrtko I.

Il primo governante bosniaco fu Borić il Bano (principe), il secondo bano Kulin il cui governo segnò l'inizio di controversie religiose, legate ad una Chiesa bosniaca, spesso considerata eretica sia dai cattolici romani che dai bizantini ortodossi, e più tardi a torto associata al bogomilismo. La lite scatenò di fatto una lunga ed estenuante lotta per il potere tra i Šubić e i Kotromanić, che andò avanti fino al 1322, quando Stefano II Kotromanić divenne bano.
Più tardi, suo nipote Tvrtko I ottenne il controllo della Bosnia e si incoronò re il 26 ottobre 1377. I confini della Bosnia di Tvrtko I non coincidono con i confini della Bosnia ed Erzegovina. Il regno durò, tra varie instabilità politiche e sociali, fino al 1463, quando fu occupato e distrutto dai turchi ottomani, mentre l'erede della corona, Katarina Kosača Kotromanić, fuggì a Roma cercando per sé e per il suo paese la protezione del Papa, a cui lasciò anche la corona della Bosnia. I suoi figli, come numerosi suoi sudditi, furono imprigionati dai turchi e costretti ad abbandonare la fede cristiana e ad accettare l'Islam, a cui soprattutto i bogomili aderirono in massa. Dopo la caduta del regno di Bosnia, gli ottomani sottomisero gran parte del territorio della Bosnia.
L'Erzegovina, separatasi dal resto del Regno nel 1448, per iniziativa del conte dello Zahumlje Stefano Vukčić Kosača, che se ne proclamò Herzeg (termine derivato da Herzog, ossia Duca in tedesco, e da cui trova origine il nome attribuito da allora alla regione), resistette al dominio ottomano fino al 1482.

### L'epoca ottomana

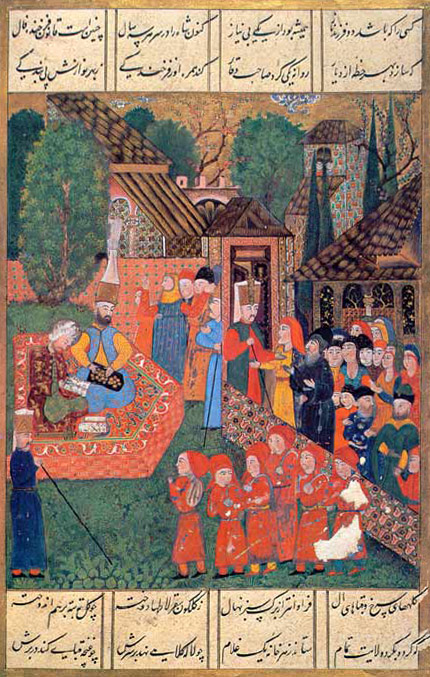
Devscirme o "Tributo di sangue". Miniatura ottomana tratta dal Süleymanname (1558) che rappresenta i giovani strappati alle loro famiglie per formare giannizzeri

La conquista ottomana segnò una nuova era nella storia bosniaca introducendo cambiamenti radicali nel panorama politico e culturale della regione, che venne assorbita dall'Impero ottomano.
Il dominio durò tre secoli e portò notevoli cambiamenti, tra cui l'emergere di una comunità musulmana che divenne maggioritaria anche per i benefici sociali, economici e politici. L'aumento della popolazione musulmana era dovuto soprattutto ad un alto numero di conversioni all'Islam da parte dei cristiani: sebbene i cristiani fossero considerati dhimmi ("protetti") secondo il diritto ottomano, erano però assoggettati al pagamento della jizya e in certe circostanze al devscirme.
Durante l'Impero ottomano, la Bosnia visse un periodo di pace relativa, Sarajevo e Mostar divennero centri urbani di una certa rilevanza e nella capitale bosniaca venne costruita la biblioteca (Sarajevska vijećnica), la torre dell'orologio (Sarajevska sahat kula), il ponte vecchio Stari Most, la moschea Gazi Husrev-beg e la Moschea dell'Imperatore.
Molti bosniaci divennero personaggi influenti nella vita culturale, sociale e politica dell'impero ottomano, che alla fine del XVII secolo iniziò comunque a vacillare. L'instabilità portò a rivolte, malcontenti e battaglie che si conclusero con il Congresso di Berlino e il conseguente Trattato di Berlino (1878).

### Il Congresso di Berlino del 1878 e il periodo austro-ungarico
Al Congresso di Berlino il ministro austro-ungarico Gyula Andrássy ottenne l'occupazione e l'amministrazione della Bosnia e dell'Erzegovina. Il periodo austro-ungarico fu caratterizzato da una relativa stabilità politica, da riforme sociali e amministrative che tendevano a far diventare la Bosnia una 'colonia modello' per cercare di limitare i sentimenti antiaustriaci e antiungheresi dei croati e, soprattutto, l'insorgere di un nazionalismo degli Slavi del Sud.
Durante il dominio asburgico molte furono le riforme per superare il sistema ottomano, codificando un moderno sistema legislativo e politico e introducendo una modernizzazione generale. Vennero, inoltre, costruite tre chiese cattoliche soltanto a Sarajevo e varie nella Bosnia per sostenere la popolazione cattolica locale.
Nel giro di tre anni, l'Austria-Ungheria ottenne il placet della Germania e della Russia per l'annessione della Bosnia-Erzegovina, formalizzata il 18 giugno 1881 con il Dreikaiserbund, alleanza tra Guglielmo I di Germania, Francesco Giuseppe I d'Austria e Alessandro III di Russia.
Un sanguinoso colpo di Stato nel vicino Regno di Serbia, il 10 giugno 1903, instaurò a Belgrado un governo che si opponeva agli austro-ungheresi e propugnava l'unione degli Slavi del Sud sotto la bandiera del medesimo Regno di Serbia. In Bosnia-Erzegovina e in Croazia che, insieme alla Slovenia, in quel momento erano inglobate nell'impero degli Asburgo, la rivolta di Belgrado suscitò poche reazioni, ottenendo soltanto il plauso delle minoranze ortodosse, sempre più serbizzate. L'imperatore di Vienna rimase fortemente preoccupato per l'andamento dei fatti. La situazione si complicò ulteriormente dopo una rivolta all'interno dell'Impero ottomano nel 1908, anche perché la Russia guardava con sempre crescente interesse verso le terre degli slavi del sud.
In una tale situazione internazionale, piuttosto complessa e delicata, il ministro russo Alexander Izvolsky si rivolse a Vienna il 2 luglio 1908 per chiedere il sostegno alla richiesta di accesso delle navi dello zar allo stretto dei Dardanelli verso il Mediterraneo, offrendo in cambio l'appoggio russo nella questione croata e slava in generale. Poco dopo, il 6 ottobre 1908, l'Austria-Ungheria proclamò l'annessione della Bosnia-Erzegovina, scatenando reazioni contrastanti in Europa, conclusesi con l'annessione formale nel 1909.
La Serbia fu scontenta dell'annessione, perché tale atto di Vienna scombussolava i suoi piani di espansione. Le tensioni politiche tra Belgrado e Vienna culminarono il 28 giugno 1914, quando il giovane nazionalista serbo Gavrilo Princip assassinò a Sarajevo l'erede al trono austro-ungarico Francesco Ferdinando d'Asburgo-Este, che si era dichiarato disposto a risolvere in maniera soddisfacente le richieste degli slavi dell'Impero. L'atto terroristico è considerato la miccia della prima guerra mondiale.

### La Bosnia tra le due guerre mondiali

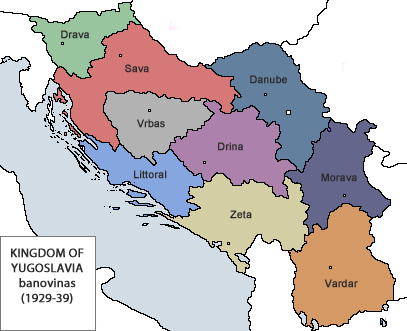
Suddivisione in banati del Regno di Jugoslavia (1929-1939)

Alla fine della prima guerra mondiale, il 1º dicembre 1918, la Bosnia entrò a far parte dello Stato degli Sloveni, dei Croati e dei Serbi, rinominato poi Regno di Jugoslavia il 3 ottobre 1929, guidato dal re Alessandro I di Iugoslavia, assassinato il 9 ottobre 1934, cui succedette sul trono Pietro II di Iugoslavia con un governo guidato da Paolo Karađorđević fino al colpo di Stato del 27 marzo 1941 e all'invasione da parte dell'Asse, il 6 aprile 1941.
Il 10 aprile 1941 la Bosnia-Erzegovina fu inglobata nello Stato Indipendente di Croazia (NDH), uno stato fantoccio di fatto dipendente dalla Germania nazista e dall'Italia fascista e retto dal dittatore croato Ante Pavelić, comandante degli ustascia, un gruppo di ispirazione nazifascista, che attuò una pulizia etnica contro ortodossi, ebrei, musulmani, rom e comunisti, causando decine di migliaia di vittime innocenti.
Nel frattempo i partigiani jugoslavi organizzarono un movimento di resistenza capitanato da Josip Broz Tito (7 maggio 1892 - 4 maggio 1980). Durante la seconda guerra mondiale gli scontri tra gli ustascia di Pavelić e i partigiani di Tito furono sanguinosi e numerosi furono i crimini di guerra.

### La Jugoslavia socialista

Bandiera della Repubblica Socialista di Bosnia ed Erzegovina (1946-1992)

Dissoluzione della Jugoslavia (1989-2008)

Il 31 gennaio 1946 venne redatta una nuova Costituzione che includeva la Bosnia e l'Erzegovina all'interno della Repubblica Socialista Federale di Jugoslavia, una repubblica socialista orbitante intorno all'URSS, prima che la Lega dei Comunisti di Jugoslavia fosse espulsa nel 1948 dal Cominform.
La storia della Bosnia fino alla morte di Tito, alla successiva lenta disgregazione del regime comunista jugoslavo, alla caduta del Muro di Berlino e alla fine della guerra fredda coincide con quella della Jugoslavia. Alla morte di Josip Broz Tito nel 1980 vi fu una turnazione di presidenti che detenevano il potere per un anno. Le Olimpiadi invernali del 1984 diedero una visibilità internazionale alla Bosnia ed Erzegovina.

### La guerra dal 1991 al 1995
In seguito a un periodo di instabilità politica, sociale ed economica, la Jugoslavia venne scossa dall'emergere di movimenti nazionalisti, che il dirigente della Lega dei Comunisti di Serbia Slobodan Milošević seppe manovrare facendo leva sull'idea di Grande Serbia.
Sovvertendo lo stato di diritto, che all'epoca era già piuttosto instabile, utilizzando le frange violente delle tifoserie da stadio organizzate in milizie paramilitari, l'Esercito regolare della Jugoslavia socialista (l'Esercito Popolare Jugoslavo, JNA) e i dirigenti serbi dell'Alleanza Socialista di Jugoslavia (comunisti jugoslavi), Milošević in Bosnia ed Erzegovina usò la tattica già sperimentata in precedenza in Croazia. In tale contesto, sostenne lo psichiatra e poeta Radovan Karadžić, criminale di guerra arrestato dopo lunga latitanza e condannato per crimini di guerra e di genocidio dal TPIY, il Tribunale ONU a L'Aia, e il lungamente latitante (16 anni di latitanza conclusasi con l'arresto il 26 maggio 2011) Ratko Mladić, anch'egli condannato per crimini di guerra e di genocidio. Nel frattempo, Milošević nel giugno 1991 promosse prima la guerra in Slovenia (conclusasi dopo pochi giorni con il ritiro serbo-jugoslavo) e poi la guerra in Croazia, cercando di fare in tutti i modi e in tutti i sensi "terra bruciata", come pure fu denominata l'operazione. La Bosnia ed Erzegovina fu coinvolta involontariamente in tale furia bellica per vari motivi e a vari titoli.

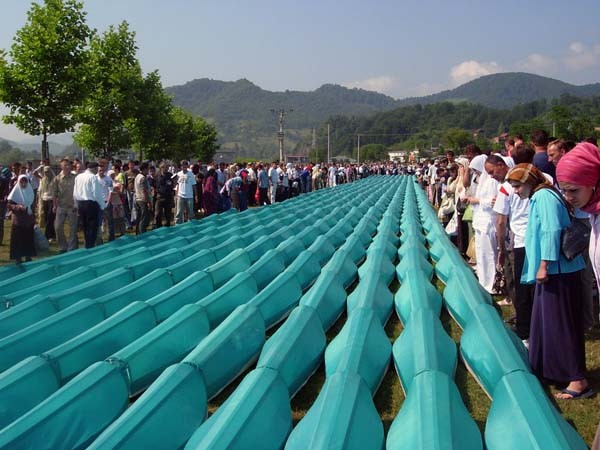
Commemorazione nel 2006 del massacro dei musulmani a Srebrenica

La guerra divampò subito dopo il referendum sull'indipendenza della Bosnia ed Erzegovina dalla Repubblica Socialista Federale di Jugoslavia e la conseguente dichiarazione di indipendenza. Gli attori principali del conflitto furono le forze armate della Repubblica di Bosnia ed Erzegovina e delle formazioni militari delle autoproclamate Repubblica Serba di Bosnia ed Erzegovina e Repubblica Croata dell'Erzeg-Bosnia. Al conflitto parteciparono anche formazioni paramilitari, e in esso furono coinvolti anche la forza di protezione delle Nazioni Unite UNPROFOR e la NATO. Durante la guerra furono commessi molteplici crimini di guerra e atroci massacri nell'ambito di vere e proprie operazioni di pulizia etnica. Alla sua fine diede un contributo la NATO con una decisa azione militare aerea repressiva, denominata Operazione Deliberate Force, che indusse le forze serbe ad accettare la cessazione delle ostilità e partecipare alle trattative di pace a Dayton, che consentirono di porre fine alla guerra.

### La fine della guerra e la prospettiva europea

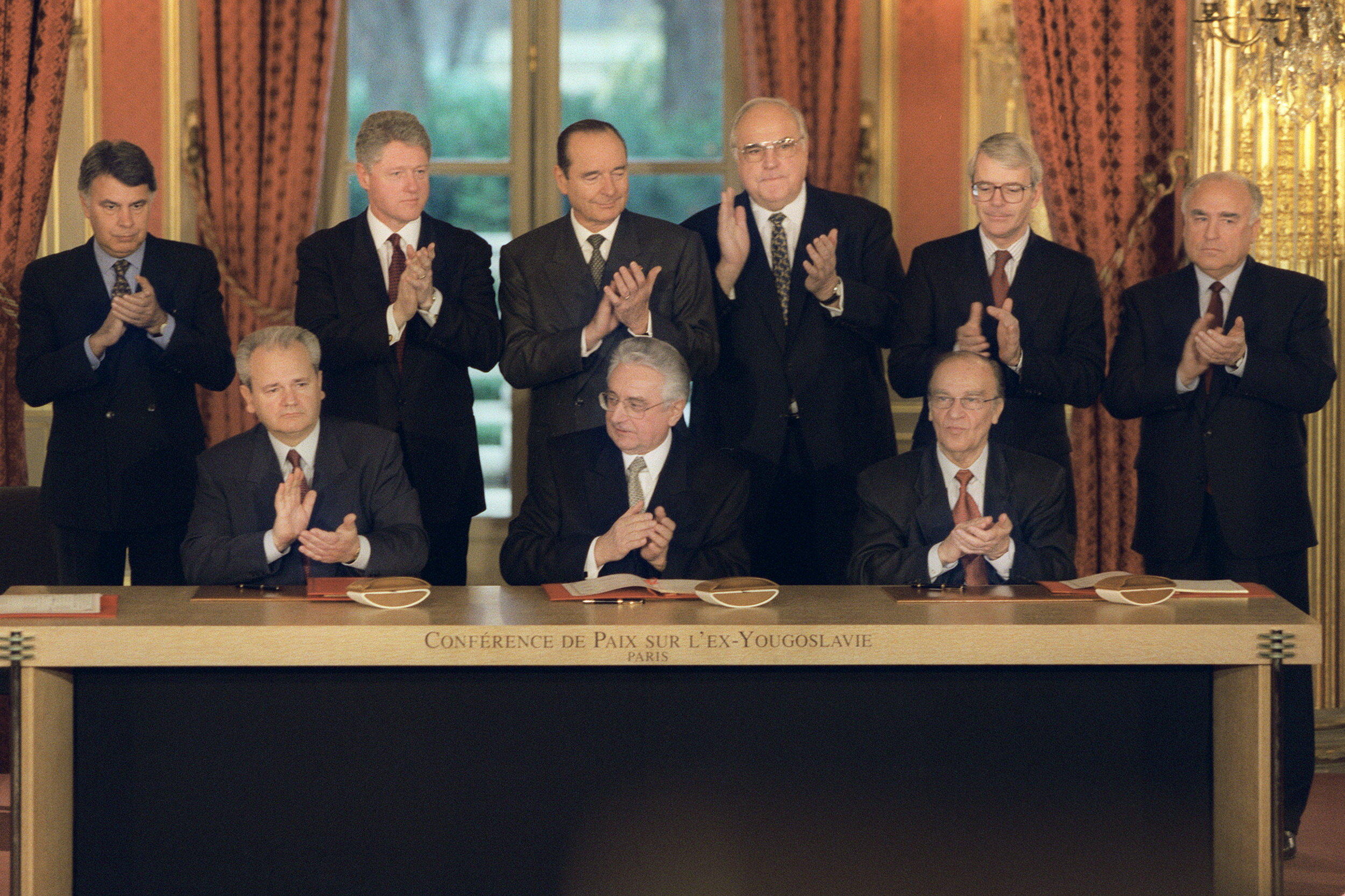
Slobodan Milošević, presidente della Jugoslavia e rappresentante degli interessi dei Serbi di Bosnia ed Erzegovina, il presidente della Croazia Franjo Tuđman e il presidente della Repubblica di Bosnia ed Erzegovina Alija Izetbegović, a Parigi il 14 dicembre 1995, alla firma dell’accordo di pace raggiunto a Dayton il 21 novembre 1995.

Alla fine delle guerre balcaniche la Bosnia ed Erzegovina è stata posta sotto la tutela internazionale, divisa in unità amministrative e ha richiesto di essere riconosciuta nel processo di allargamento dell'Unione europea. Essendo stata la regione jugoslava più colpita dalla guerra, la comunità internazionale lavora per ristabilire un sistema giudiziario, politico, amministrativo ed economico nella nazione, combattere la corruzione e la criminalità, ristabilire un sistema economico sano e conforme al mercato europeo.
La riforma costituzionale del sistema di Dayton è stata all'ordine del giorno per tutto lo scorso decennio, senza esito. La Bosnia vi è arrivata più vicino nel 2006, con le riforme del "pacchetto di aprile" (Aprilski Paket), che tuttavia sono state battute per due voti in Parlamento. Successivi incontri nel 2009 (processo di Prud) e 2012 non hanno avuto esito. A partire dal 2006, inoltre, con l'arrivo al potere nella Republika Srpska del partito SNSD di Milorad Dodik, ha avuto avvio una relazione più conflittuale tra il livello statale e il livello sub-statale, con ripetute minacce secessioniste da parte della RS.
Nel dicembre 2007 la Bosnia ed Erzegovina ha sottoscritto con l'Unione europea l'accordo di Stabilizzazione e Associazione, primo passo per l'integrazione europea. Nell'aprile 2008 il Parlamento bosniaco ha adottato la riforma della polizia, condizione che da tempo l'Unione europea ha posto alla Bosnia ed Erzegovina per firmare l'accordo di pre-adesione. L'accordo di Stabilizzazione e Associazione è stato firmato il 16 giugno 2008. A seguito del fallimento nel 2014 della riforma costituzionale per allineare la Costituzione bosniaca alla Convenzione europea sui diritti dell'uomo, per quanto riguarda l'elettorato passivo delle minoranze alla Presidenza e alla Camera alta (caso Sejdic-Finci), l'UE ha modificato le proprie condizioni, indicando l'adozione di una agenda di riforme socioeconomiche come condizione per l'entrata in vigore dell'Accordo di Stabilizzazione e Associazione, tale accordo è quindi entrato in vigore il 1º giugno 2015.
A fine 2010 sono stati inoltre rimossi i requisiti di visto Schengen per i cittadini bosniaci.
Il 7 ottobre 2018 si sono svolte le elezioni parlamentari e presidenziali, le ottave dal Dopoguerra, per eleggere la Presidenza e la Camera dei rappresentanti a livello statale, la Camera dei rappresentanti della Federazione, l’Assemblea nazionale e il Presidente e i vicepresidenti della Republika Srpska, le assemblee parlamentari a livello locale, per un totale di 518 cariche elettive.
Il 15 dicembre 2022 il Consiglio europeo concede alla Bosnia ed Erzegovina lo status di candidato per l'adesione all'Unione europea.
Il 21 marzo 2024 il Consiglio europeo approva l'inizio dei negoziati di adesione della Bosnia ed Erzegovina all'Unione europea.

## Geografia

### Morfologia

Cartina fisica della Bosnia ed Erzegovina

La Bosnia ed Erzegovina si trova nei Balcani occidentali, confina con la Serbia ad est, il Montenegro a sud-est e con la Croazia a nord e ad ovest. La città di Neum nel cantone di Erzegovina-Narenta, dove la popolazione è per la maggior parte croata, è l'unico accesso al mare Adriatico. Inoltre alla Bosnia ed Erzegovina appartiene l'exclave di Međurečje, frazione del comune di Rudo nella Regione di Foča che è interamente circondato dal territorio del comune serbo di Priboj nel Distretto di Zlatibor. Il territorio della Bosnia ed Erzegovina è prevalentemente montuoso e collinare. La parte occidentale del paese è attraversata dalle Alpi Dinariche le cui vette superano in più punti i 2000 m.

### Idrografia

#### Costa
La costa adriatica della Bosnia ed Erzegovina è brevissima, poiché si estende per circa 25 km e corrisponde all'incirca al territorio della città di Neum, popolata in maggioranza da Croati, appartenente al Cantone di Erzegovina-Narenta, con sede a Mostar.

#### Fiumi
I fiumi della Bosnia ed Erzegovina sono:
- La Sava è il fiume più lungo del paese e forma il suo confine naturale settentrionale con la Croazia. Drena il 76% del territorio del paese nel Danubio e poi nel Mar Nero. La Bosnia ed Erzegovina è membro della Commissione internazionale per la protezione del fiume Danubio (ICPDR).
- L'Una, Sana e Vrbas sono affluenti di destra del fiume Sava. Si trovano nella regione nord-occidentale della Bosanska Krajina.
- Il fiume Bosna ha dato il nome al paese, ed è il fiume più lungo interamente contenuto al suo interno. Si estende attraverso la Bosnia centrale, dalla sua sorgente vicino a Sarajevo fino alla Sava, nel nord.
- La Drina scorre attraverso la parte orientale della Bosnia e per la maggior parte forma un confine naturale con la Serbia.
- La Neretva è il principale fiume dell'Erzegovina e l'unico grande fiume che scorre verso sud e sfocia nel mar Adriatico.

#### Laghi
Il lago più importante è il Perućac, di origine artificiale, lungo il corso della Drina, a sud-est del Paese, condiviso per un sesto della sua estensione con la Serbia.

### Clima
Come in gran parte dell'Europa centro-orientale e sud-orientale, il clima della Bosnia ed Erzegovina è tipicamente continentale, con inverni generalmente rigidi e nevosi ed estati con discrete escursioni termiche giornaliere, in cui non mancano periodi caldi ed afosi. Particolarmente frequenti e abbondanti, come in tutti i Balcani, le precipitazioni.

## Popolazione
La popolazione residente in Bosnia ed Erzegovina è di 3,517 milioni di abitanti (nel 2016), ed abita nelle aree urbane per il 48%. L'aspettativa di vita è di 68,5 anni, ma il paese detiene un record negativo di nascite. Infatti, il coefficiente di Gini è il più alto in Europa (0,56), seppure la lista degli Stati per uguaglianza di reddito indichi un valore di 0,262 per l'anno 2001. Il tasso di disoccupazione si attesta al 34%. La mortalità infantile è del 13 per mille, mentre il tasso di alfabetizzazione è del 97,9%.

### Demografia
La popolazione in Bosnia-Erzegovina nel 2013, ridottasi a causa del conflitto, è costituita da abitanti di etnie e religioni diverse: bosniaci (musulmani, 50%), serbi (ortodossi, 36%) e croati (cattolici, 14%).

### Etnie
Il titolo di etnia alla popolazione di fede islamica, o di tradizione islamica, venne riconosciuto nel 1961. In questo modo il governo della vecchia Federazione iugoslava intese riconoscere alla componente maggioritaria presente nella regione diritti analoghi alle altre comunità (serba, croata, slovena, macedone...).
Fino allo scoppio del conflitto nazionalista (1991-1995), la Bosnia ed Erzegovina veniva considerata come esempio di paese multietnico in cui si era raggiunto un sereno equilibrio tra le diverse comunità. I problemi tuttavia erano solo sopiti e si manifestarono con le armi. Infatti la convivenza di popolazioni di religione islamica (i bosgnacchi) accanto a quelle cristiane (i serbi e i croati) non era facile.
Secondo il censimento del 1991, la Bosnia ed Erzegovina era per il 44% etnicamente bosniaco-musulmana (all'epoca dichiarati musulmani, successivamente per indicare i cittadini bosniaci di religione islamica è stato coniato nel 1994 il termine bošnjak, bosgnacco), per il 31% serba e per il restante 17% croata (la maggior parte dei quali stanziati in Erzegovina), con il 6% delle persone che si dichiaravano jugoslave (queste comprendevano le persone provenienti da matrimoni misti, così come alcuni "patrioti" jugoslavi). Esisteva anche una forte correlazione tra identità etnica e religione; l'88% dei croati era cattolico, il 90% dei bosniaci praticava l'Islam e il 99% dei serbi era ortodosso.
Secondo i dati del CIA World Factbook, relativi al 2006, la Bosnia ed Erzegovina era etnicamente formata:
- al 48% da bosgnacchi (per la maggior parte musulmani)
- al 37,1% da serbi (per la maggior parte cristiani ortodossi)
- al 14,3% da croati (per la maggior parte cristiani cattolici)
- allo 0,6% da altre etnie

|               |               |  |       |       |
| ------------- | ------------- |  | ----- | ----- |
| Bosgnacchi    | Bosgnacchi    |  | 50,1% | 50,1% |
| Serbi         | Serbi         |  | 30,8% | 30,8% |
| Croati        | Croati        |  | 15,4% | 15,4% |
| Altre opzioni | Altre opzioni |  | 3,7%  | 3,7%  |

Oltre a coloro che non si riconoscono nei cosiddetti tre popoli costitutivi, la Costituzione riconosce come appartenenti al gruppo degli "Altri" anche i membri delle minoranze nazionali. Una legge del 2003 ne riconosce ufficialmente 17: albanesi, cechi, ebrei, italiani, macedoni, montenegrini, polacchi, rom, romeni, russi, russini, slovacchi, sloveni, tedeschi, turchi, ucraini e ungheresi. Da precisare che dal 2008 la Corte europea dei diritti dell'uomo di Strasburgo ha chiaramente indicato che la nozione di popolo costitutivo così come l'utilizzo politico che ne consegue rappresentano una nozione discriminatoria nei confronti dei cosiddetti "altri" e quindi non ammissibile in una società democratica.

### Religioni
La religione più diffusa in Bosnia ed Erzegovina è l'islam. Secondo i dati del censimento del 2013; i musulmani sono circa il 51% della popolazione, circa il 46% della restante popolazione risulta divisa tra il cristianesimo ortodosso e cristianesimo cattolico.
|                         |                         |  |       |       |
| ----------------------- | ----------------------- |  | ----- | ----- |
| Islam                   | Islam                   |  | 50,7% | 50,7% |
| Cristianesimo ortodosso | Cristianesimo ortodosso |  | 30,7% | 30,7% |
| Cristianesimo cattolico | Cristianesimo cattolico |  | 15,2% | 15,2% |
| Altre opzioni           | Altre opzioni           |  | 3,4%  | 3,4%  |

#### Comunità ebraica

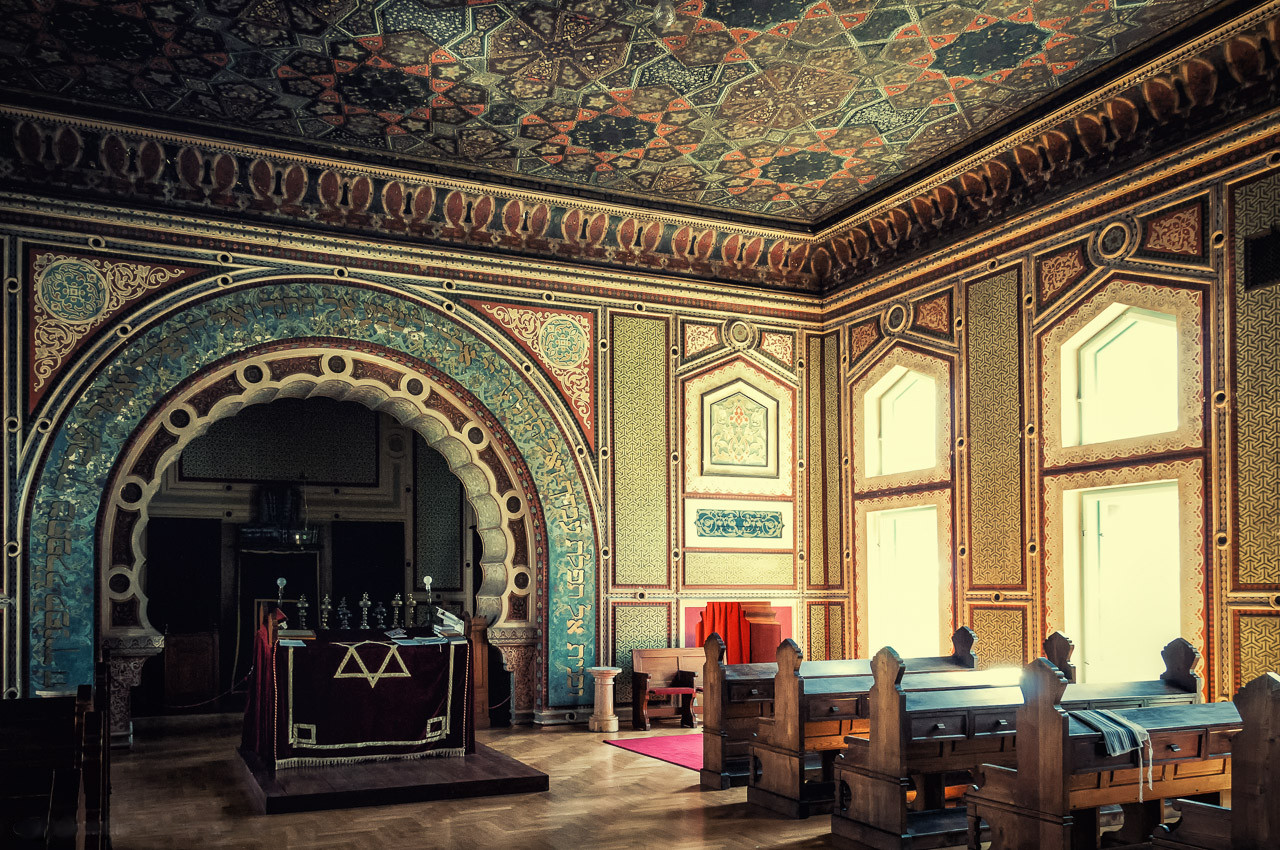
Sinagoga ashkenazita di Sarajevo (interno)

I primi ebrei giunsero in Bosnia dopo l'espulsione dalla Spagna del 1492; accanto a questo primo nucleo sefardita, nel 1686 si aggiunse un nucleo aschenazita proveniente dall'Ungheria. I turchi ottomani che allora dominavano la Bosnia accolsero gli ebrei e concessero una buona autonomia, che permise loro di prosperare. I rapporti con le altre etnie erano assolutamente pacifici. Nel 1878 l'Impero austro-ungarico conquistò la Bosnia e ciò determinò l'arrivo di altri ebrei aschenaziti provenienti dall'impero. Nel 1940 si stima che circa 14 000 ebrei vivessero in Bosnia, di cui 10 000 a Sarajevo.
Nel 1941 l'invasione nazista portò alla creazione dello Stato Indipendente di Croazia retto da Ante Pavelić, che portò avanti lo sterminio degli ebrei. Si stima che 10 000 ebrei siano stati uccisi, mentre i restanti entrarono a far parte della resistenza jugoslava.
Prima delle guerre jugoslave, gli ebrei in Bosnia erano circa 2 000; lo scoppio della guerra spinse molti ebrei ad emigrare verso Israele. Ad oggi la comunità conta sulle 1 000 persone, di cui 700 a Sarajevo; i rapporti con le altre etnie e gruppi religiosi sono rimasti buoni.

### Lingue
Le lingue ufficiali sono il bosniaco, il serbo e il croato. Sulla carta le differenze fra le tre lingue sono minime; in linea di massima vengono usati il bosniaco e il croato nella Federazione di Bosnia ed Erzegovina, con alfabeto a caratteri latini, mentre si usano il serbo e il bosniaco nella Repubblica Serba di Bosnia ed Erzegovina, con alfabeto a caratteri cirillici. I madrelingua bosniaci nel Paese sono il 53% della popolazione, vale a dire 1 866 585 (secondo il censimento del 2013), i madrelingua serbi sono il 36% secondo il censimento del 2008 ed i madrelingua croati sono  l’11% della popolazione, cioè 469 000 secondo Ethnologue.

## Ordinamento dello Stato
Repubblica Serba di Bosnia ed Erzegovina
     Federazione di Bosnia ed Erzegovina
     Distretto di Brčko

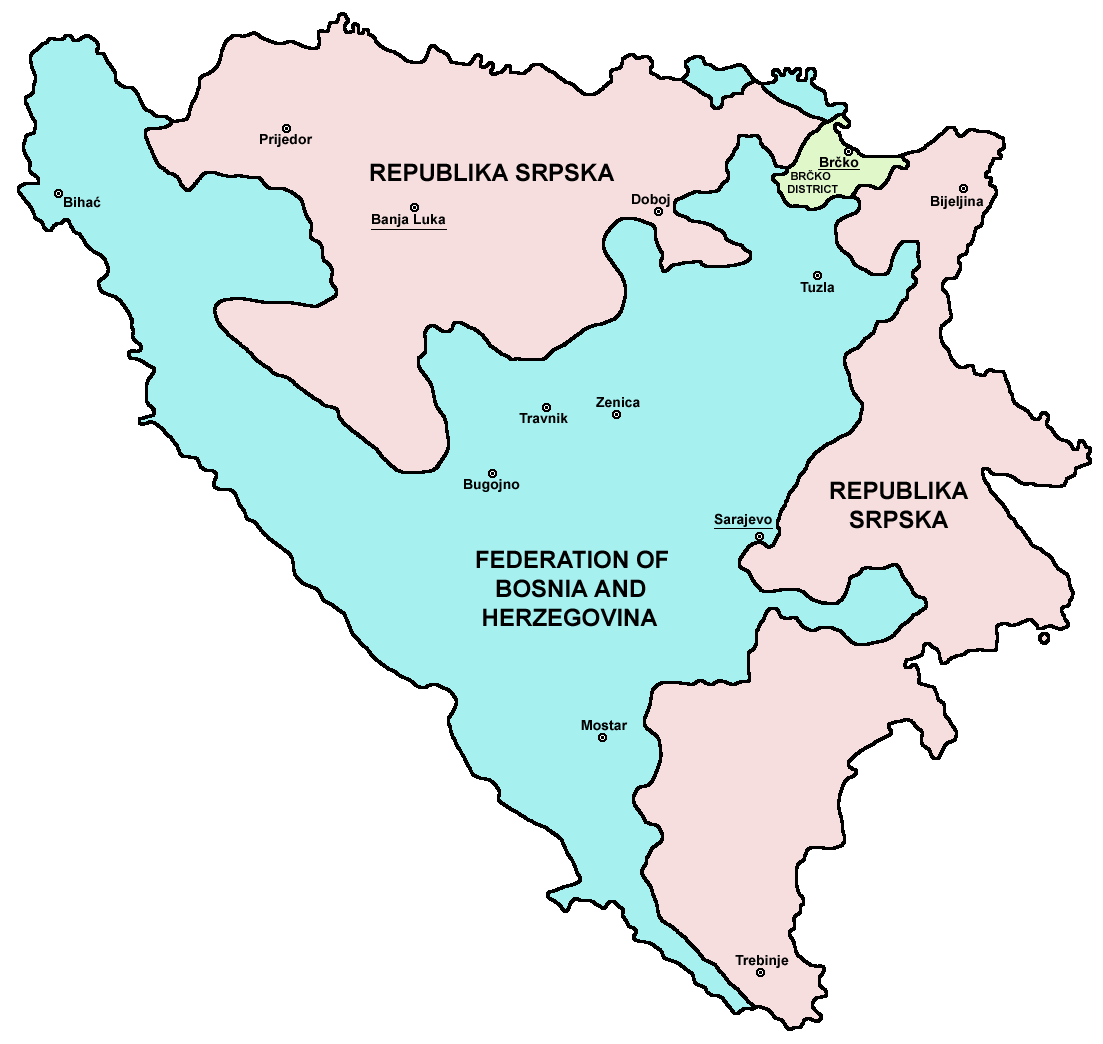
Suddivisione della Bosnia ed Erzegovina:
Repubblica Serba di Bosnia ed Erzegovina
Federazione di Bosnia ed Erzegovina
Distretto di Brčko

La Bosnia ed Erzegovina è composta da due entità territoriali e un distretto che appartiene a entrambe le entità:
- Federazione di Bosnia ed Erzegovina
- Repubblica Serba di Bosnia ed Erzegovina
- Distretto di Brčko, territorialmente composto da territori di entrambe le entità avendo autonomie amministrative proprie.

L'ex repubblica iugoslava della Bosnia ed Erzegovina risulta di fatto divisa in due zone, la Federazione croato-bosgnacca (51% del territorio) e la Repubblica serba (il restante 49%). A seguire si veda la suddivisione dello stato.
Ciascuna delle due zone ha un proprio ordinamento che, nel caso della prima, prevede una complessa gerarchia di ruoli e responsabilità volta a garantire il mantenimento di buoni rapporti di convivenza tra le etnie musulmana (bosgnacca) e croata cattolica.
Tale architettura amministrativa e politica si ripete per la Presidenza centrale della repubblica, al cui vertice stanno tre membri eletti a suffragio universale in rappresentanza delle tre etnie.

### Parlamento
L'Assemblea parlamentare è l'organo legislativo del Paese ed è formata da due Camere: la Camera dei popoli e la Camera dei rappresentanti.
- La Camera dei popoli conta 15 membri, due terzi eletti dalla Camera dei popoli della Federazione della Bosnia ed Erzegovina (5 croati e 5 bosniaci) e un terzo dall'Assemblea Nazionale della Republika Srpska (5 serbi).
- La Camera dei rappresentanti è composta da 42 membri, 28 dalla Federazione di Bosnia ed Erzegovina e 14 dalla Repubblica Serba.

I deputati della Camera dei rappresentanti sono eletti a suffragio diretto ogni quattro anni con sistema proporzionale.
I 15 membri della Camera dei popoli sono nominati ogni quattro anni. L'Assemblea Nazionale della Repubblica Serba di Bosnia ed Erzegovina (Republika Srpska) nomina i 5 membri in rappresentanza della comunità serba, mentre l'Assemblea dei Popoli della Federazione di Bosnia ed Erzegovina ne designa 5 per ciascuna delle altre due etnìe.
I disegni di legge devono essere approvati da tutte e due le camere del Parlamento. Le deliberazioni sono prese secondo il criterio della maggioranza dei votanti; all'interno della quale deve essere rispettato il principio di un terzo dei membri di ogni componente (se durante la seduta non vi è un terzo dei membri di ogni etnia la legge non entra in vigore).
La Federazione di Bosnia ed Erzegovina è divisa in dieci cantoni, ognuno provvisto di proprie istituzioni: cinque cantoni hanno una chiara maggioranza etnica bosgnacca (Una-Sana, Tuzla, Zenica-Doboj, Podrinje Bosniaca e Sarajevo), tre sono a maggioranza croata (Posavina, Erzegovina Occidentale, Bosnia Occidentale), negli altri due vi è una composizione mista (Bosnia Centrale, Erzegovina-Narenta). Il suo Parlamento è a struttura bicamerale, composto da una Camera dei rappresentanti di 140 membri e da una Camera dei popoli di 80 componenti - eletti dai consiglieri dei dieci cantoni -, paritetica tra rappresentanti bosgnacchi e croati.
La Repubblica Serba di Bosnia ed Erzegovina invece ha un'Assemblea monocamerale di 83 membri: nella quale vi è un Consiglio dei popoli di 28 membri.

### Governo
Al suo interno le tre componenti etniche devono essere in uguale misura per ciò che riguarda i ministri croati, serbi e bosgnacchi.
La guida è affidata al Presidente del Consiglio dei ministri, nominato dalla Presidenza con conseguente approvazione da parte della Camera dei rappresentanti. Il Presidente del Consiglio dei ministri deve essere di etnia diversa dal Presidente di turno della triade presidenziale.
Il Ministro delle Finanze, del Commercio Estero, dei Diritti Umani e dei Rifugiati, della Sicurezza e della Giustizia devono essere approvati da parte dell'Alto Rappresentante ONU della Comunità internazionale in Bosnia.

### Presidenza
La Presidenza della Bosnia ed Erzegovina è un organo collegiale composto da tre membri che costituisce l'autorità massima della federazione. I tre membri sono eletti direttamente dal corpo elettorale e in modo contestuale ogni quattro anni; ognuno dei tre membri rappresenta uno dei tre popoli costitutivi: i bosgnacchi, i serbi e i croati. Ciascun membro assume a rotazione la carica di presidente della presidenza per un periodo di otto mesi. In caso di decesso o impossibilità di uno dei membri della Presidenza, la Camera dei rappresentanti nomina il sostituto.
I principali compiti della Presidenza sono:
- la nomina del Presidente del Consiglio dei ministri;
- la nomina di ambasciatori e altri rappresentanti internazionali della Bosnia ed Erzegovina;
- la gestione della politica estera della Bosnia ed Erzegovina;
- la gestione dei rapporti della Bosnia-Erzegovina in organizzazioni e istituzioni internazionali.

### L'Alto Rappresentante
Secondo gli Accordi di Dayton, è stata istituita la figura dell'Alto rappresentante per la Bosnia ed Erzegovina, la più alta autorità civile del paese, a cui spettano dei compiti di controllo, di monitoraggio e supervisione relativi all'Annesso X dell'Accordo di Dayton (Aspetti civili), nonché potere di imposizione di provvedimenti legislativi e di rimozione di pubblici funzionari che ostacolino l'attuazione della pace.
La nomina dell'Alto Rappresentante è effettuata dallo Steering Board del Peace Implementation Council (PIC), un organo di 55 Stati ed organizzazioni internazionali (di cui l'Italia è membro permanente) ed è approvata ufficialmente dal Consiglio di sicurezza delle Nazioni Unite.
Il Distretto di Brčko, situato nel nord del paese al confine con la Croazia gode, ai sensi dell'Arbitrato interno del 1999, di un elevato grado di autonomia rispetto al paese anche in materia economica e fiscale. Il distretto è stato ufficialmente stabilito l'8 marzo 2000 con una decisione dell'allora Alto Rappresentante delle Nazioni Unite Wolfgang Petritsch.

### Costituzione
La Costituzione della Bosnia ed Erzegovina è stata promulgata il 14 dicembre 1995.

### Suddivisioni amministrative
La Bosnia ed Erzegovina è divisa in Federazione di Bosnia ed Erzegovina e Repubblica Serba di Bosnia ed Erzegovina o Repubblica Srpska. Il Distretto di Brčko è una entità con autonomie particolari.
La Federazione è ulteriormente divisa in 10 cantoni:
- Una-Sana
- Posavina
- Tuzla
- Zenica-Doboj
- Podrinje bosniaco
- Bosnia Centrale
- Erzegovina-Neretva
- Erzegovina Occidentale
- Sarajevo
- Cantone 10

La Repubblica Serba di Bosnia ed Erzegovina è composta da 7 regioni:
- Banja Luka
- Bijeljina
- Doboj
- Foča
- Sarajevo-Romanija
- Trebigne
- Vlasenica

I cantoni e le regioni sono ulteriormente divisi in municipalità.

### Città principali
- Saraievo - capitale del Paese
- Banja Luka - capitale de facto della Repubblica Serba di Bosnia ed Erzegovina
- Tuzla
- Mostar - capoluogo dell'Erzegovina
- Zenica
- Travnik
- Bihać
- Srebrenica
- Doboj
- Bijeljina
- Živinice

### Istituzioni

#### Università
L'Università di Sarajevo, oltre ad essere tra le più prestigiose, è la più grande e antica università bosniaca, istituita il 2 dicembre 1949, anche se le sue origini risalgono al XVI secolo. Altre università di rilievo sono quella di Tuzla, Banja Luka, Mostar, Zenica e Bihać.

#### Sistema sanitario
Il sistema sanitario del paese non è ancora a livelli qualitativi paragonabili agli standard occidentali. Un grave problema risulta essere l'alto numero di mine inesplose, che cagionano ogni anno numerosi decessi e feriti. Nel 2007, si sono manifestati dei focolai di influenza aviaria.

#### Forze armate
Le forze armate di Bosnia ed Erzegovina sono state unificate in una singola entità nel 2006, con la fusione fra l'Esercito della Bosnia ed Erzegovina e l'Esercito della Repubblica Serba di Bosnia ed Erzegovina, che avevano difeso le rispettive regioni. Il Ministero della Difesa è stato costituito nel 2004. Le forze armate bosniache comprendono l'Esercito bosniaco, l'Aeronautica Militare bosniaca e la Difesa Aerea. L'Esercito bosniaco consiste di 10 000 uomini in servizio attivo, più 5 000 riservisti. Tale esercito è composto da veicoli ed equipaggiamenti di origine americana, jugoslava, sovietica ed europea. L'Aeronautica dispone di 2 500 uomini e di circa 45 velivoli, la maggior parte dei quali sono mezzi di trasporto e di addestramento. La Difesa Aerea utilizza missili spalleggiabili MANPAD, batterie di missili SAM, cannoni AA e radar. La maggior parte dell'equipaggiamento antiaereo è di origine sovietica.
Dal dicembre 2006, le Forze Armate della Bosnia ed Erzegovina hanno preso parte alle operazioni in Iraq.

## Politica
La Bosnia ed Erzegovina è indipendente dal 1992.
Il conflitto (1992-1995), scoppiato tra le tre etnie costituenti la Bosnia (croata, bosgnacca, serba), si è concluso con l'intervento dell'ONU e della NATO insieme all'Unione europea.
L'Accordo di Dayton, firmato il 21 novembre 1995, ha sancito l'integrità e la sovranità della Bosnia ed Erzegovina, suddivisa tra due "entità" (la Federazione di Bosnia ed Erzegovina, croato-bosgnacca - 51% del territorio - e la Repubblica Serba di Bosnia ed Erzegovina, serba - 49% del territorio -) e un distretto, ossia il Distretto di Brčko esteso su entrambe entità.
Con gli stessi accordi è entrata in vigore la Costituzione della Bosnia ed Erzegovina, che non è un documento indipendente, bensì costituisce l'Annesso 4 dell'Accordo di Dayton.
La Bosnia ed Erzegovina è dotata di istituzioni "statali" centrali: una Presidenza tripartita, un Parlamento bicamerale con una Camera dei rappresentanti e una Camera dei popoli, un Consiglio dei Ministri, una Corte Costituzionale ed una Banca Centrale. La Presidenza tripartita è composta da tre membri, esponenti dei tre gruppi etnici maggioritari, bosgnacco, serbo e croato.
La forma giuridica delle due singole Entità è stabilita dalle proprie Costituzioni, che prevedono per entrambe un Presidente e due Vice Presidenti, un Parlamento (bicamerale per la Federazione e monocamerale per la Republika Srpska) ed un Governo. Le due Entità godono di larghissima autonomia, anche se hanno istituzioni comuni in limitate materie, tra cui politica estera, doganale e monetaria. Nel settore della difesa è prevista invece una competenza propria delle due Entità, che dovranno tuttavia essere dotate di forze militari bilanciate.
Dalla fine del conflitto, il quadro politico-amministrativo scaturito dagli accordi di pace ha sostanzialmente retto, funzionando senza interruzioni. Non bisogna però dimenticare che, proprio a garanzia di quegli accordi, alcuni contingenti militari stazionano permanentemente in diversi punti del territorio.
La Bosnia ed Erzegovina è membro delle Nazioni Unite ed è candidato all'adesione alla NATO dall'aprile 2010, quando ha ricevuto un piano d'azione per l'adesione. Il paese è membro anche dell'Iniziativa Adriatico Ionica ed è candidato all'adesione all'Unione europea.

## Economia
Il PIL nominale (a prezzi correnti) del Paese nel 2012 è stato di 17 326 milioni di dollari americani. La Bosnia si è impoverita molto a causa della guerra e anche per questo vi è il problema dell'emigrazione. L'agricoltura non porta molti frutti, mentre l'allevamento del bestiame e lo sfruttamento del patrimonio forestale sono molto produttivi, poiché nel sottosuolo ci sono ferro e carbone. Anche se di piccole dimensioni esistono industrie siderurgiche, metallurgiche, chimiche, elettroniche, ecc.

## Ambiente
Inquinamento atmosferico causato dalle industrie, scarsità di acqua e servizi sanitari carenti o inesistenti sono alcuni dei problemi ambientali che affliggono la Bosnia-Erzegovina, sebbene la questione prioritaria rimanga la ricostruzione delle infrastrutture distrutte dalla guerra civile. Dalla fine della guerra la maggior parte degli sforzi sono stati indirizzati al ripristino delle strutture e dei servizi di base piuttosto che alla soluzione delle problematiche ambientali.
Il paese ha partecipato come osservatore al World Conservation Congress (Congresso mondiale sulla conservazione ambientale) tenutosi a Montréal nel 1996 e ha sottoscritto alcuni trattati internazionali in materia ambientale riguardanti l'inquinamento atmosferico, l'abolizione dei test nucleari, la vita marina e la protezione dell'ozonosfera. Tra le aree protette si ricordano il Parco nazionale Kozara, nel nord del paese, e il Parco nazionale Sutjeska, al confine con il Montenegro.

## Cultura
La Carta di Kulin il Bano (29 agosto 1189) può essere considerata l'atto di nascita simbolico della sovranità bosniaca, in quanto è il primo documento scritto con riferimenti precisi sui confini della Bosnia stessa (tra i fiumi Drina, Sava e Una) e sullo stato bosniaco. Scritto in cirillico bosniaco, la Carta del bano Kulin si concretizzava in un accordo commerciale tra la Bosnia e la Repubblica di Ragusa.
Sul piano religioso, la Bosnia ed Erzegovina, da qualche tempo, è anche nota per le Apparizioni di Međugorje, fenomeni che si verificano dal 24 giugno 1981 nella cittadina bosniaca di Međugorje.

### Architettura
L'architettura in Bosnia ed Erzegovina è in gran parte influenzata da quattro periodi principali, in cui i cambiamenti politici e sociali hanno determinato la creazione di distintive abitudini culturali e architettoniche. In questa regione ogni periodo ha fatto sentire la sua influenza e ha contribuito a una maggiore diversità di culture e di linguaggi architettonici.

### Patrimoni dell'umanità
Alcuni siti della Bosnia ed Erzegovina sono stati iscritti nella Lista dei patrimoni dell'umanità dell'UNESCO.

### Arte
In campo artistico da ricordare Braco Dimitrijević e l'architetto Ivan Štraus, che ha ricevuto vari premi per i suoi lavori.

### Letteratura

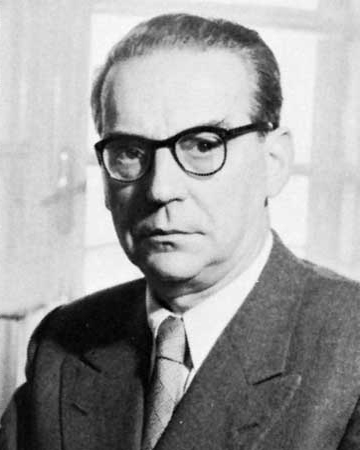
Ivo Andrić.

Matija Divković (1563-1631) è considerato il fondatore della letteratura bosniaca e croata in Bosnia ed Erzegovina.
Nel xx secolo si afferma la figura, Premio Nobel per la letteratura nel 1961, di Ivo Andrić, con romanzi ambientati nella sua terra: la Bosnia, tra cui Il ponte sulla Drina (1945).
Tra gli altri scrittori bosniaci ricordiamo Miljenko Jergović, Zlata Filipović e Faruk Šehić, primo scrittore bosniaco a aggiudicarsi il Premio letterario dell'Unione europea, nel 2013, col romanzo Knjiga o Uni.

### Musica
Un genere musicale popolare bosniaco è la sevdalinka.
Tra le cantanti bosniache possiamo citare Lepa Brena, Maya Sar, Selma Bajrami, e le Feminnem, gruppo musicale femminile originarie anche della Croazia.

### Cinema
Uno dei registi bosniaci più noti nel panorama internazionale è Emir Kusturica, i cui lavori gli sono valsi vari riconoscimenti. Altra regista nota è Jasmila Žbanić, il cui film Il segreto di Esma ha vinto l'Orso d'oro al Festival di Berlino, nel 2006. Inoltre un film bosniaco ha vinto l'Oscar al miglior film straniero: si tratta di No Man's Land (2001) del regista Danis Tanović.

## Gastronomia
La cucina bosniaca ha subito diverse influenze da varie culture, in particolare ottomana e turca.

## Sport

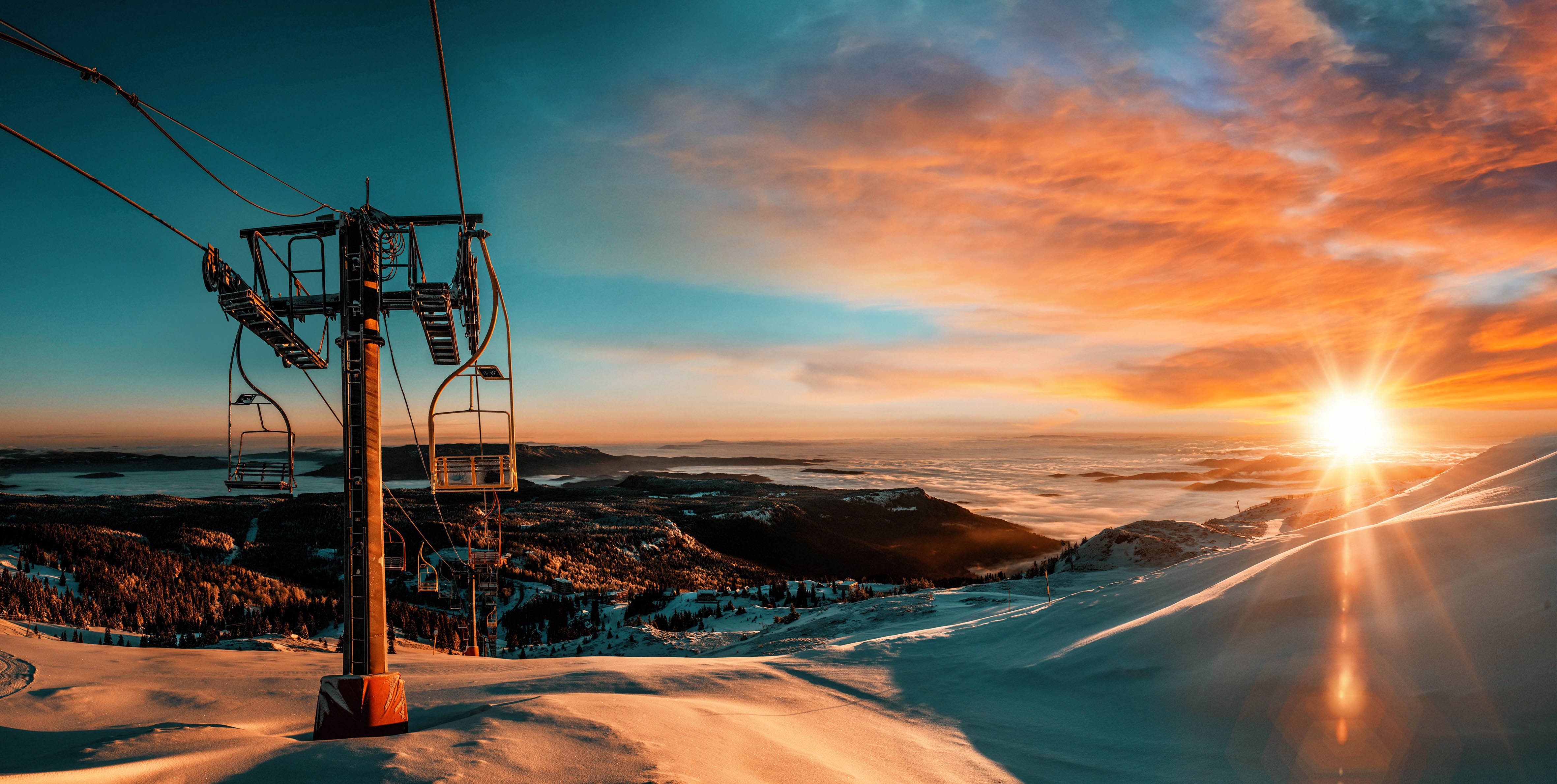
Comprensorio sciistico della Jahorina, che nel 1984 ospitò le Olimpiadi invernali di Sarajevo

La Bosnia ed Erzegovina ha una buona tradizione sportiva in varie discipline: nell'atletica figurano importanti atleti come Amel Tuka, medaglia di bronzo negli 800 metri ai Mondiali di atletica leggera del 2015. Anche il calcio è molto seguito con buone squadre del campionato e giocatori quali Dušan Bajević e Ivica Osim. Per la pallacanestro la Bosnia ed Erzegovina ha ottenuto varie volte la qualificazione al campionato di Eurobasket. Per la boxe possiamo ricordare Marijan Beneš, mentre nel torneo di scacchi un posto rilevante è occupato da Borki Predojević, vincitore di due campionati europei giovanili e un Campionato mondiale U16, nel 2003 in Grecia.
La Nazionale di calcio della Bosnia ed Erzegovina  nacque dall'indipendenza dalla Jugoslavia; il suo miglior risultato è stato la qualificazione al mondiali del 2014, concluso per i bosniaci al terzo posto del proprio raggruppamento. Tra i calciatori più rappresentativi spiccano Edin Džeko, attaccante del Fenerbahçe e della nazionale bosniaca, di cui è il capitano, Miralem Pjanić, centrocampista dello Sharjah e della nazionale bosniaca, e Senad Lulić, ex calciatore di ruolo centrocampista che ha legato gran parte della sua carriera alla Lazio. Ai XI Giochi paralimpici estivi di Sydney 2000 la Bosnia ed Erzegovina ha vinto la sua prima medaglia: la medaglia d'argento nella pallavolo (squadra maschile). Ai XII Giochi paralimpici estivi di Atene 2004 giunse la prima medaglia d'oro, sempre nella pallavolo (squadra maschile).

## Festività e ricorrenze nazionali
| Data        | Nome                                       | Significato                                                                                          |
| ----------- | ------------------------------------------ | --- |
| 1º marzo    | Giorno della Indipendenza                  | celebra il Referendum sull'indipendenza dalla Jugoslavia, nel 1992                                   |
| 11 luglio   | Giorno del Ricordo                         | commemorazione per il giorno del Massacro di Srebrenica, nel 1995                                    |
| 21 novembre | Giorno dell'Accordo di Dayton              | data celebrativa dell'Accordo di Dayton, che pose fine alla Guerra in Bosnia ed Erzegovina, nel 1995 |
| 25 novembre | Festa nazionale della Bosnia ed Erzegovina | celebra la prima sessione dello ZAVNOBiH, nel 1943                                                   |

## Galleria d'immagini

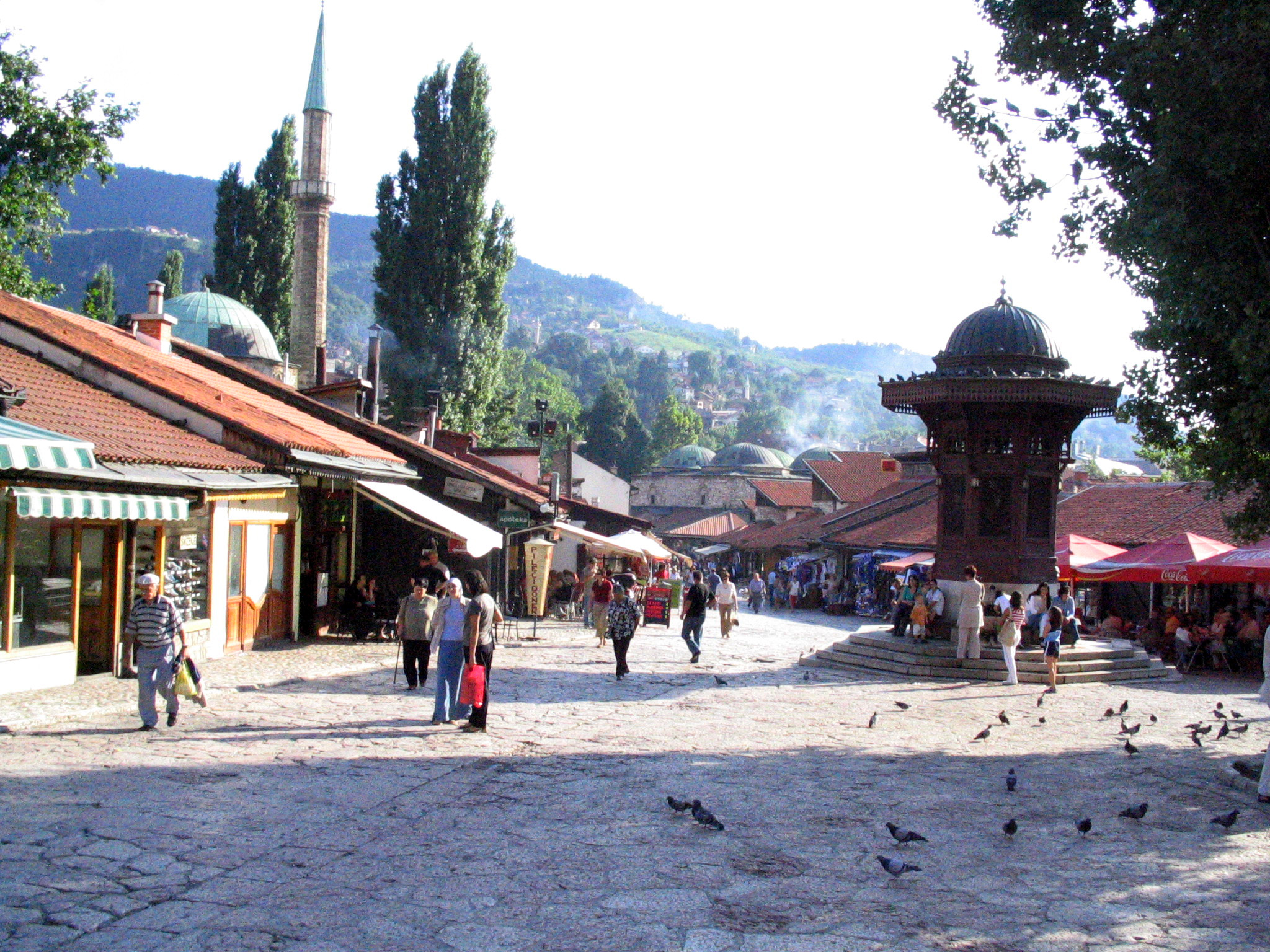
Sarajevo - Baščaršija
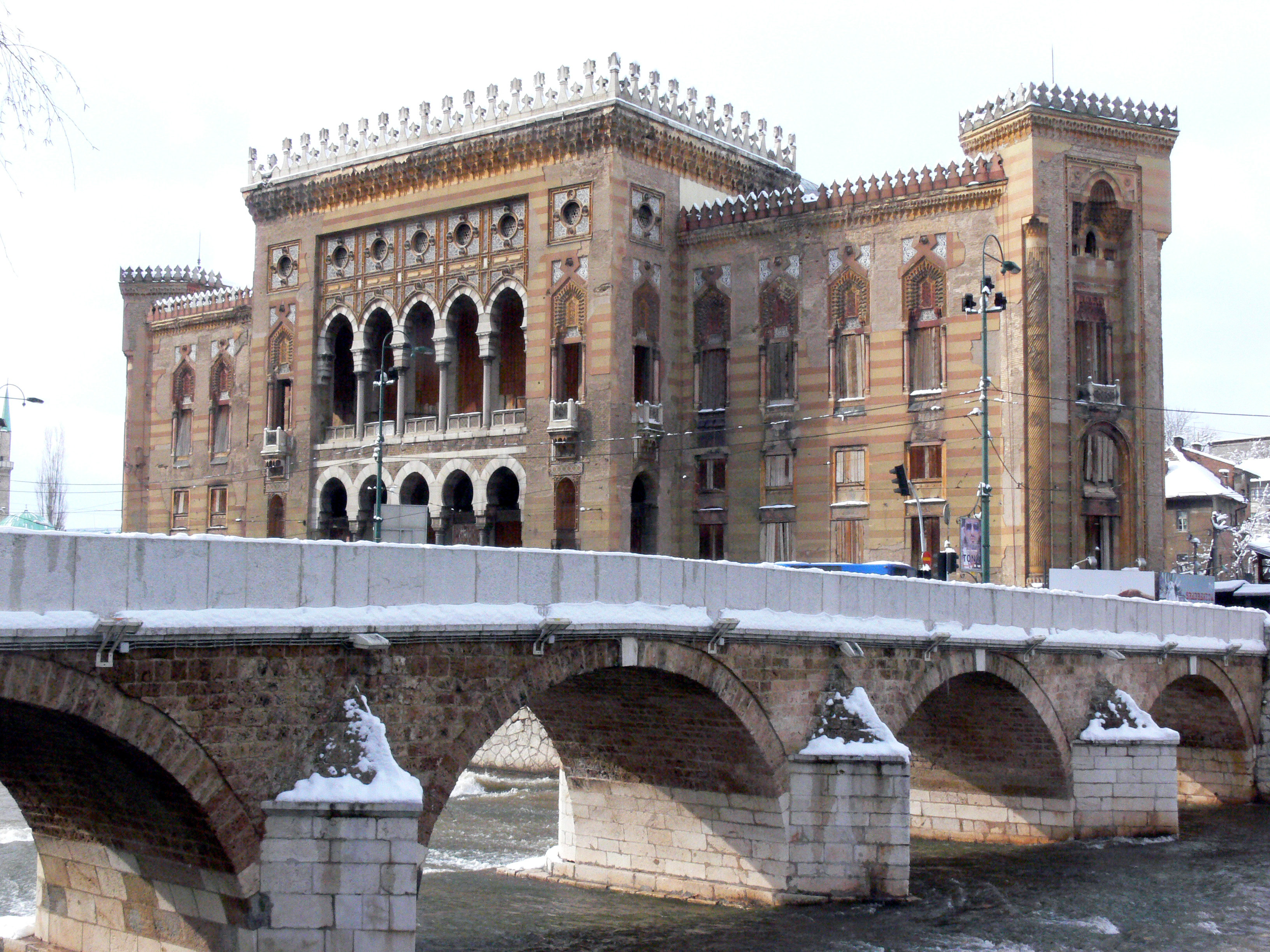
Sarajevo - Biblioteca Nazionale
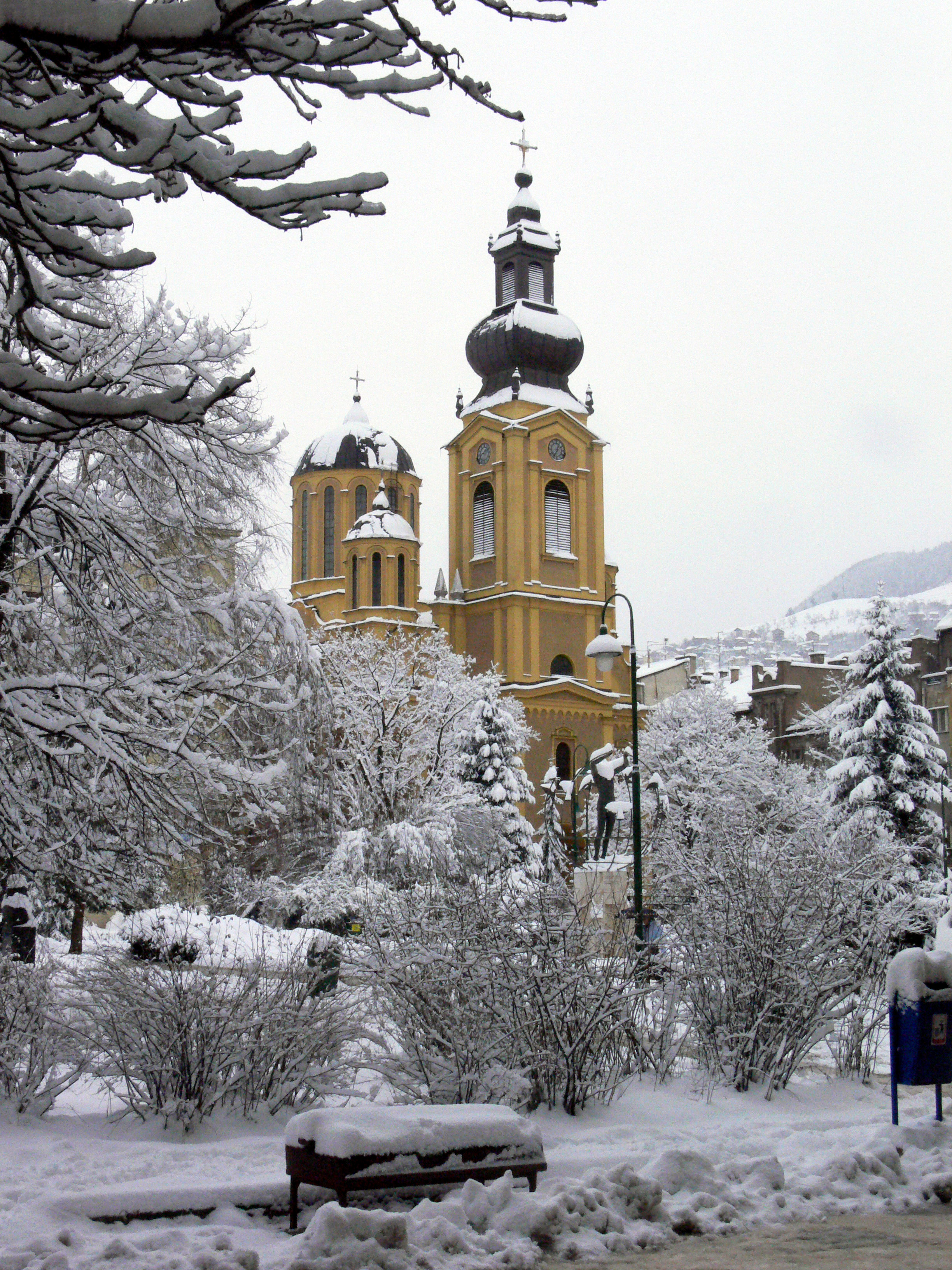
Sarajevo - Chiesa Ortodossa
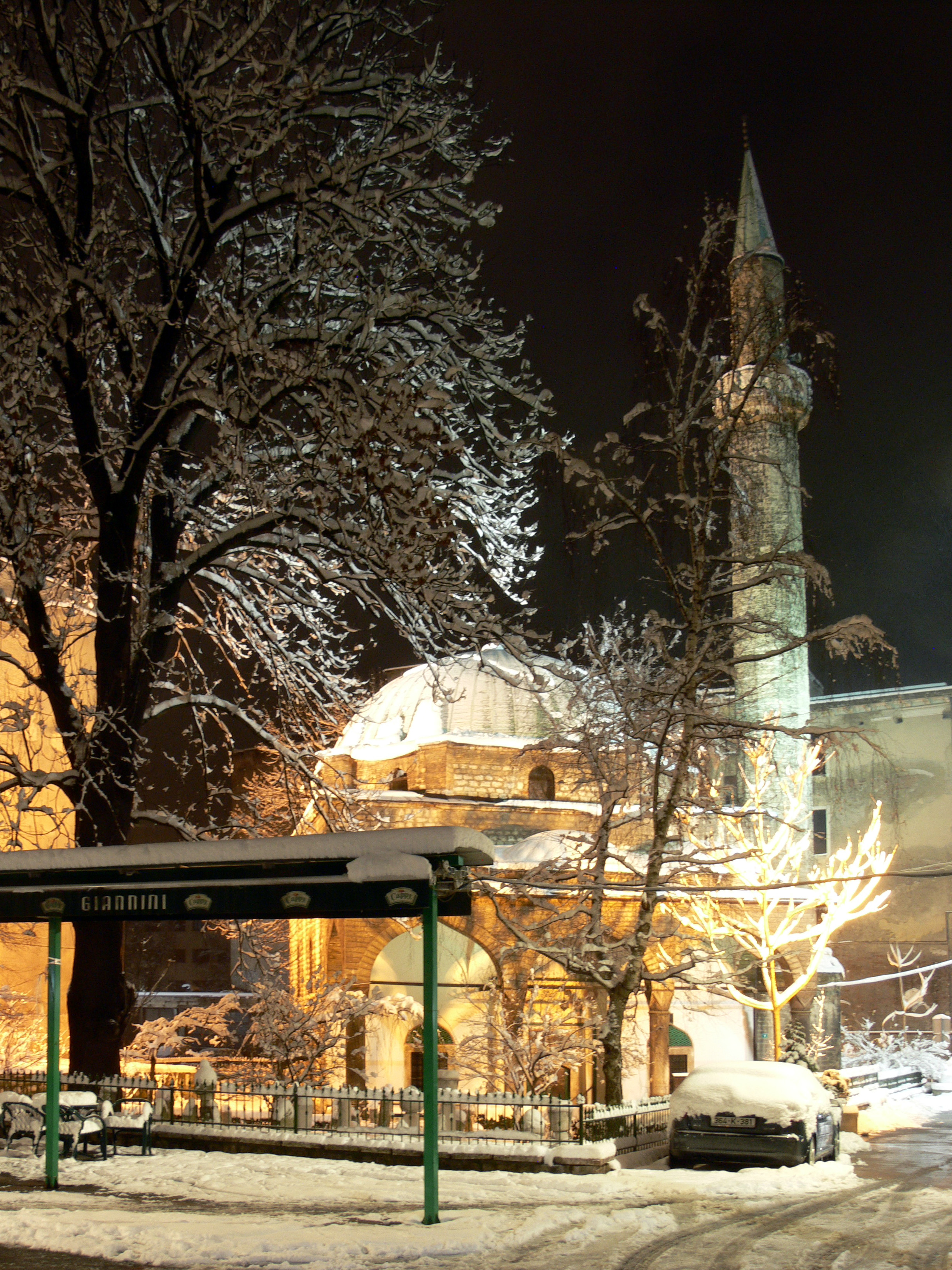
Sarajevo - Moschea Ferhad-begova
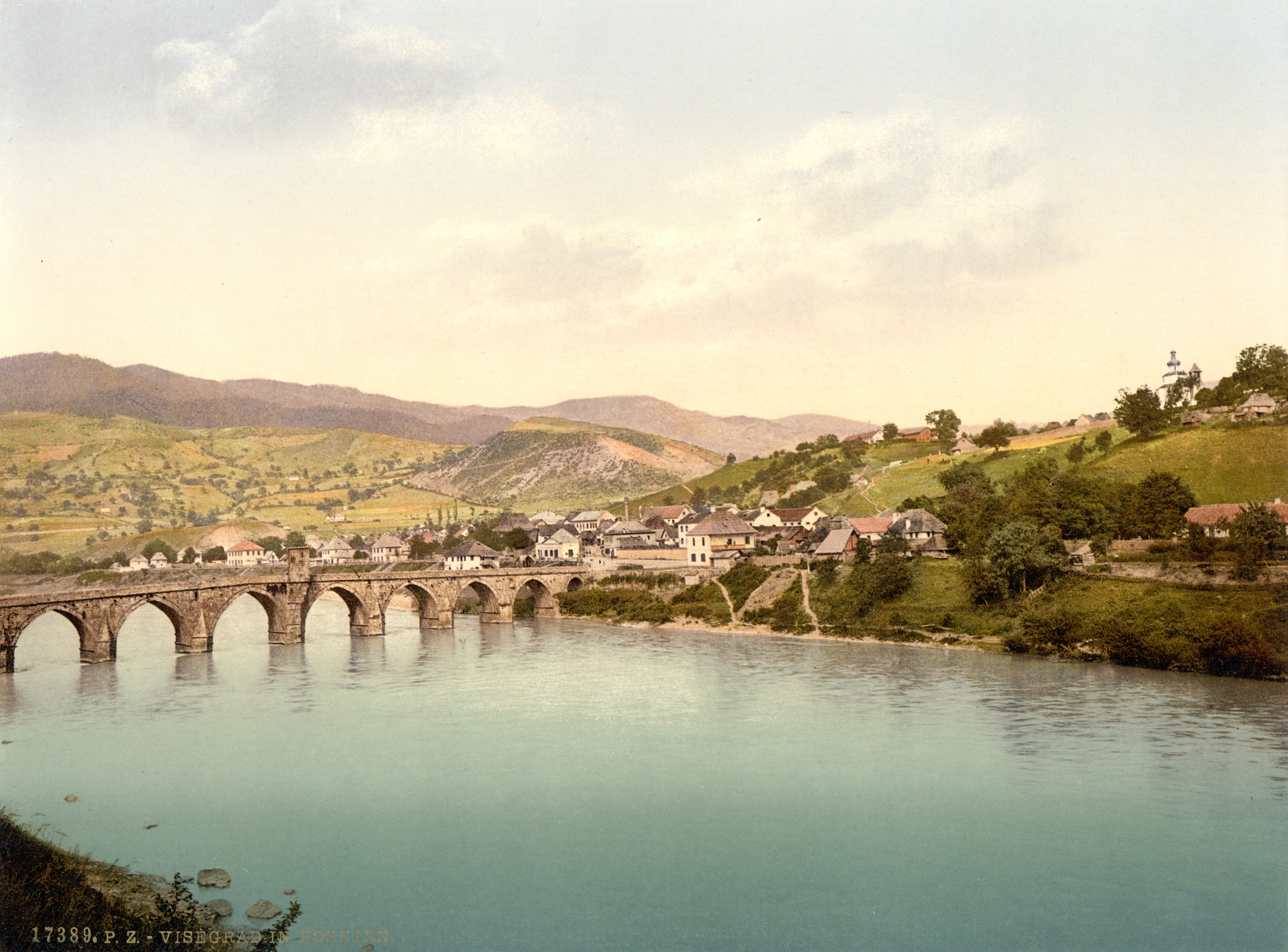
Višegrad - Il ponte sulla Drina a fine Ottocento
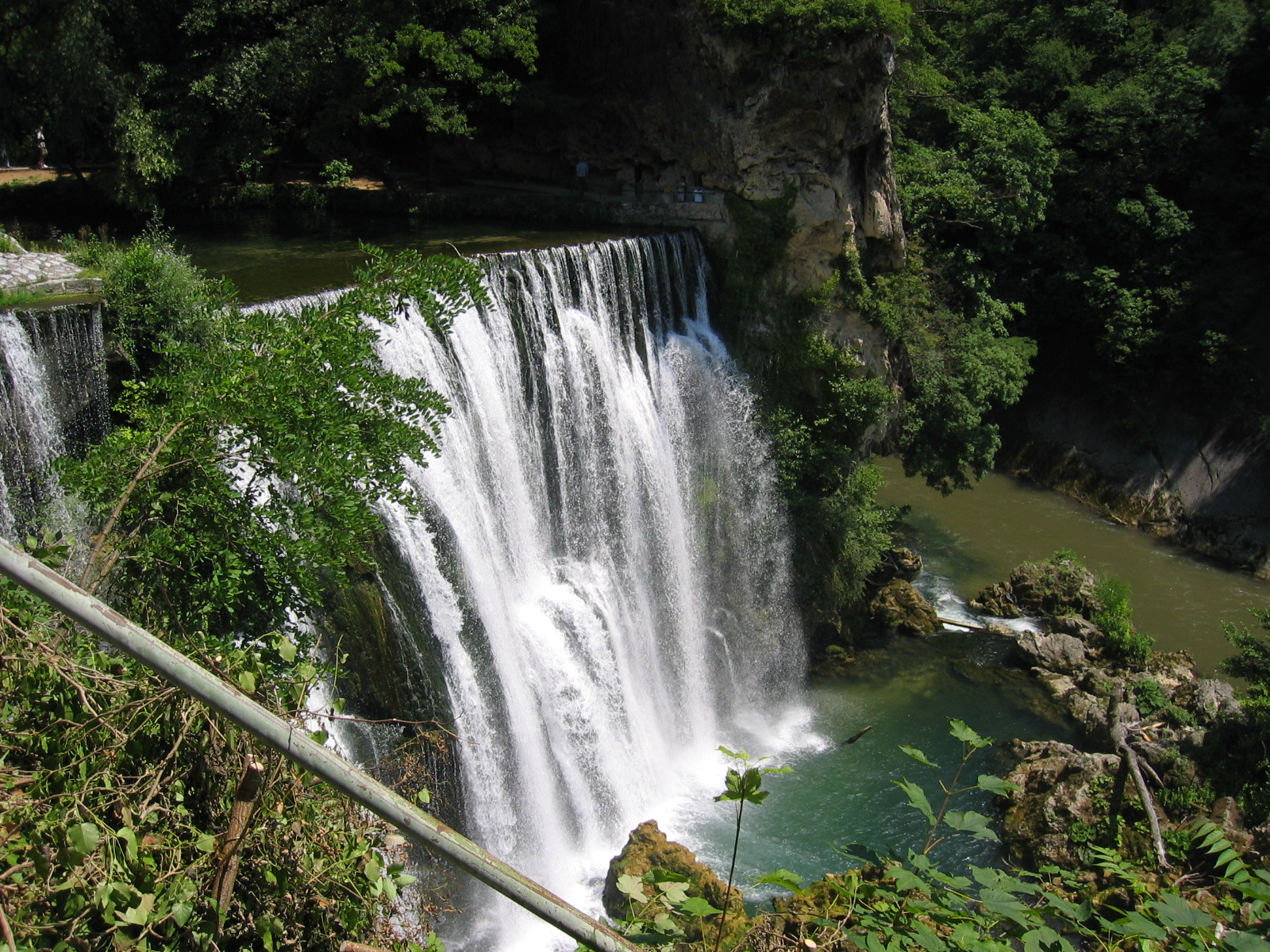
Jajce - Cascate del fiume Pliva
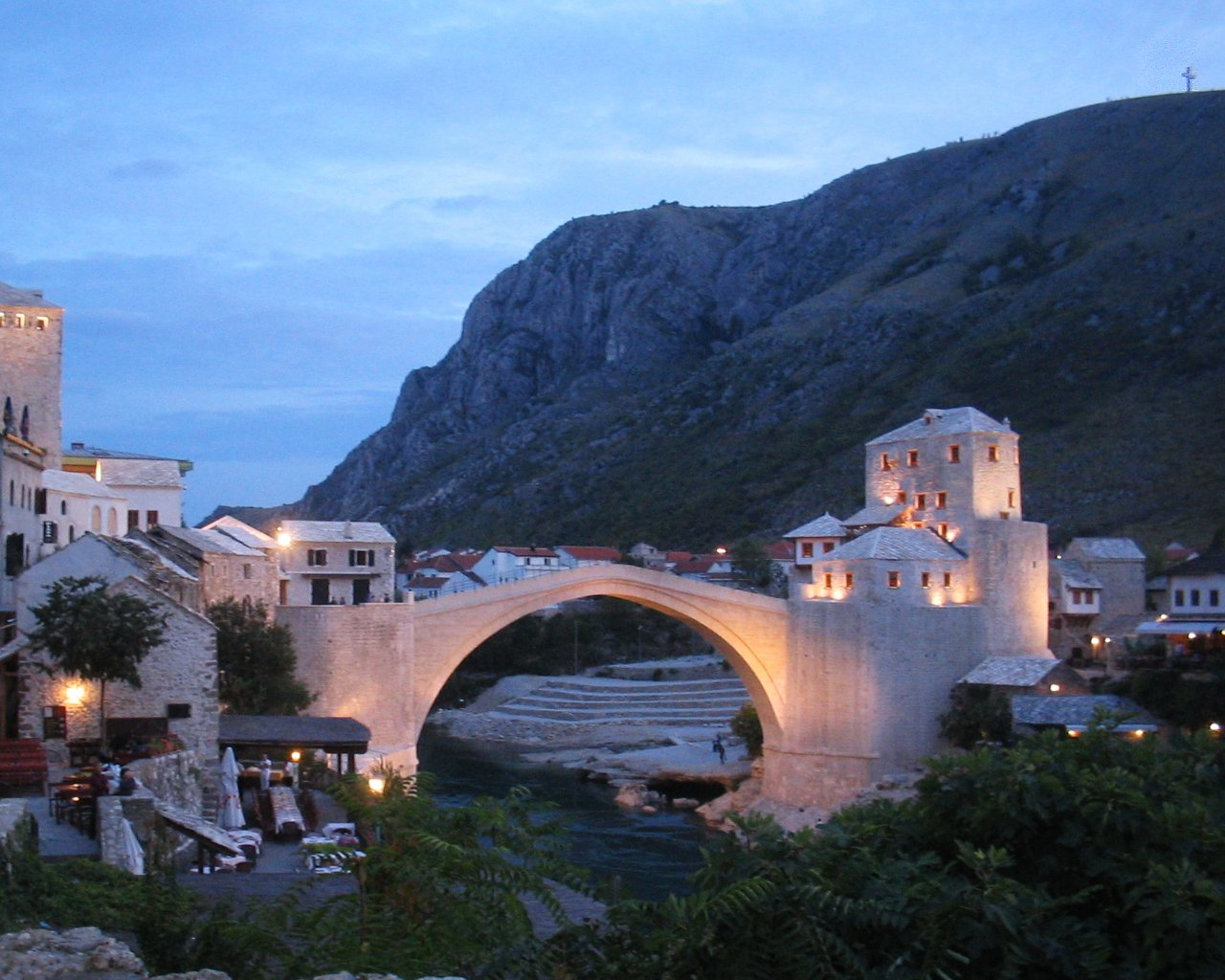
Mostar - Stari Most
Mostar - La Narenta (Neretva) presso la città
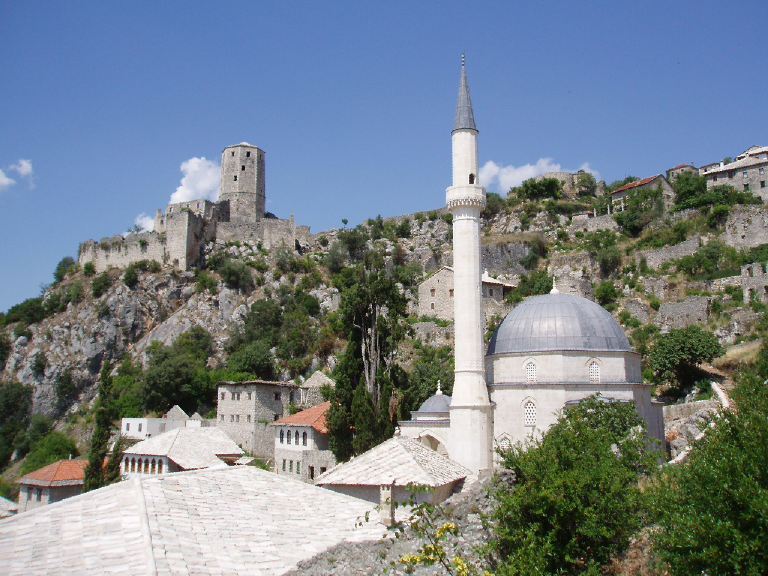
Počitelj - Fortezza e moschea di Počitelj
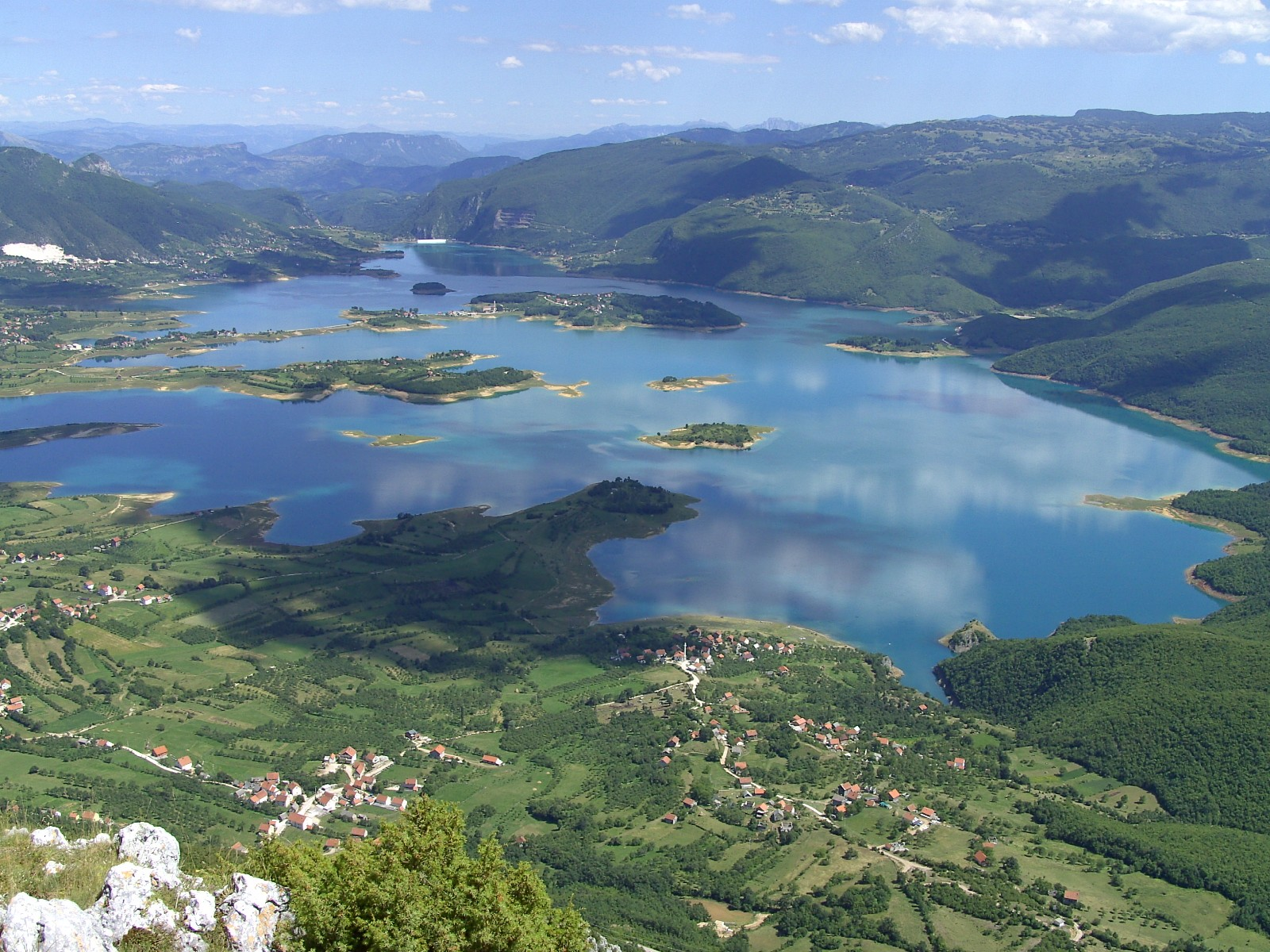
Prozor-Rama - Lago di Rama
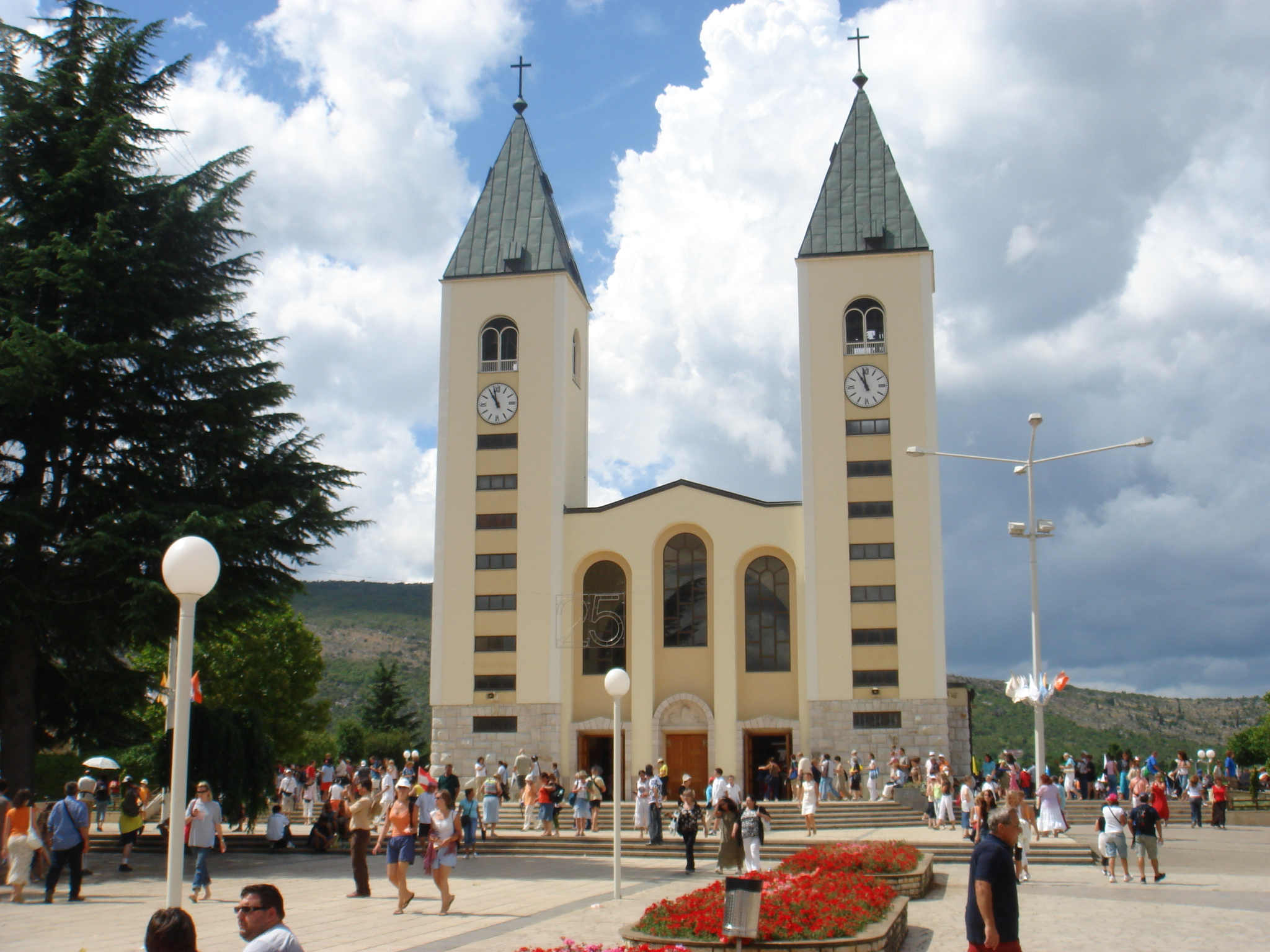
Međugorje - Santuario di S. Giacomo